# Pelayo Rodríguez (conde)
Pelayo Rodríguez (m. 1007) fue un ricohombre en el Reino de León. Junto con otros magnates, se rebeló en 992 contra el rey Bermudo II aunque después fue perdonado y volvió al favor real

## Biografía
Su filiación no ha sido confirmada ni figura en ningún documento. Algunos historiadores opinan que fue miembro de la familia fundadora del monasterio de Lorenzana, hijo de Rodrigo Gutiérrez y nieto del conde Gutierre Osorio y de su esposa Aldonza Menéndez, hija de Hermenegildo Gutiérrez. Sin embargo, otros consideran que esta filiación es improbable ya que ninguno de sus descendientes — como hubiera sido la costumbre en esa época — llevó el nombre de Gutierre, y opinan que pudo ser hijo de un Rodrigo Fernández y hermano del conde Munio Rodríguez. Aparece por primera vez en la documentación el 8 de julio de 985 en una donación al monasterio de Sahagún. A partir de entonces, aparece como miembro de la curia regia confirmando diplomas reales hasta el 1 de febrero de 1007, fecha de su última aparición y probablemente fallecido poco después.

## Matrimonio y descendencia
Contrajo matrimonio con Gotina Fernández de Cea, hija del conde Fernando Bermúdez y de la condesa Elvira Díaz, por lo tanto, hermana de Jimena Fernández, madre del rey Sancho Garcés III de Pamplona. Tuvieron los siguientes hijos:
- Fernando Peláez,[5] esposo de la condesa Elvira Sánchez, hija de Sancho Gómez de Saldaña y Toda García.[6]

- Fronilde Peláez, casada con Ordoño Bermúdez, hijo ilegítimo del rey Bermudo II. De este matrimonio descienden los Ordóñez gallegos.[4][7]

- Elvira Peláez, esposa del conde Fernando Flaínez,[4][8] padres de varios hijos, entre ellos, el conde Diego Fernández, progenitor de Jimena Díaz, la mujer de Rodrigo Díaz de Vivar.[9]

- Marina Peláez.[10]